# Calímaco
Calímaco (em grego clássico: Καλλίμαχος; romaniz.: Kallímakhos; 310 a.C. — 240 a.C.), foi um poeta, bibliotecário, gramático e mitógrafo grego.

## Biografia
Nascido em Cirene (atual Shahhat, Líbia), Calímaco foi educado em Atenas. Após um período em que ensinou gramática, em Elêusis, transferiu-se para o Egito onde, ao longo dos seus últimos vinte anos de vida, esteve a serviço dos reis Ptolomeu II Filadelfo e Ptolomeu III Evérgeta.
Tendo-se tornado diretor da Biblioteca de Alexandria, criou um catálogo das obras existentes naquela biblioteca - os Pinaces - com autores por ordem alfabética e com breve biografia de cada um deles. Após Zenódoto de Éfeso, Calímaco foi o segundo diretor da Biblioteca de Alexandria, seguido pelo seu discípulo Eratóstenes de Cirene.
Alguns dos mais importantes poetas e gramáticos gregos foram seus alunos. Os seus epigramas estão entre as grandes criações da poesia alexandrina e os seus poemas elegíacos foram, mais tarde, elogiados e utilizados como fonte de inspiração pelos gregos e pelos poetas romanos, Caio Valério Catulo, Públio Ovídio Nasão (43 a.C. - 18 a.C.) e Sextus Aurelius Propertius (43 a.C. - 17 a.C.).
Calímaco tinha uma visão muito especial da Literatura, o que o tornou num dos máximos expoentes do helenismo. Sustentava, também, uma particular concepção de epopeia, sobre a qual polemizou com o seu discípulo, Apolónio de Rodes. Por outro lado, era antiaristotélico, contestando a unidade, a perfeição e a extensão defendidas pelo filósofo.
Das suas mais de 800 obras, apenas 6 hinos, 64 epigramas e fragmentos (de papiros) de outros livros chegaram até nós, dentre elas:
- Sobre a cabeleira de Berenice[4] (poema dedicado à rainha Berenice [desambiguação necessária])
- O banho de Palas [desambiguação necessária] (hino)
- Epigramas (conhecidos 63 intactos)
- As origens (poema em quatro livros)
- Hécale (curta obra épica)
- Epopeia sobre Teseu
- Écia (coleção de lendas gregas em versos elegíacos)

## Obras relacionadas
Alguns epigramas foram traduzidos por José Paulo Paes em Poemas da Antologia Grega ou Palatina (São Paulo: Companhia das Letras, 1995)